# ウルトラ I LOVE YOU!
『ウルトラ I LOVE YOU!』（原題: All About Steve）は、2009年のアメリカ映画。原題の「All About Steve (スティーヴの総て)」は、「All About Eve (イヴの総て)」の捩りである。
日本ではビデオスルー。

## ストーリー
新聞のクロスワードパズル作家のメアリー・ホロウィツ(サンドラ・ブロック)は、ある日、両親の勧めで見合いをすることに。はじめは乗り気ではなかったメアリーだったが、ケーブルテレビのカメラマンでイケメンのスティーブ(ブラッドリー・クーパー)と自宅で会うなり一目ぼれをしてしまう。その日からメアリーは困惑するスティーブや周囲の迷惑も顧みず、ストーカーまがいの行為を開始するのだった。

## キャスト
役名： 俳優 （ソフト版日本語吹き替え）
- メアリー・ホロヴィッツ： サンドラ・ブロック （深見梨加）
- スティーブ・ミュラー： ブラッドリー・クーパー （東地宏樹）
- ハートマン・ヒューズ： トーマス・ヘイデン・チャーチ （内田直哉）
- ハワード： DJクオールズ （浅沼晋太郎）
- エリザベス： ケイティー・ミクソン （斎藤恵理）
- アンガス・トラン： ケン・チョン （佐藤晴男）
- ミセス・ホロヴィッツ： ベス・グラント（久保田民絵）
- ミスター・ホロヴィッツ： ハワード・ヘスマン（塚田正昭）
- デイヴ： ジョナサン・チェス
- リディア： ルーネル（滝沢ロコ）
- ダニー： キース・デイヴィッド（廣田行生）
  - その他の日本語吹き替え：堀川仁／石川ひろあき／東條加那子／中村浩太郎／片貝薫／後藤光祐／うえだ星子／亀岡真美／ふくまつ進紗／金野潤／石上裕一

## 製作
2007年より製作が始動した。
映画のワンシーンはカリフォルニア州パサデナにあるメイフィールド・シニア・スクールで行われた。
元々は2009年3月6日公開を予定していたが、同年9月4日まで延期された。

## 評価

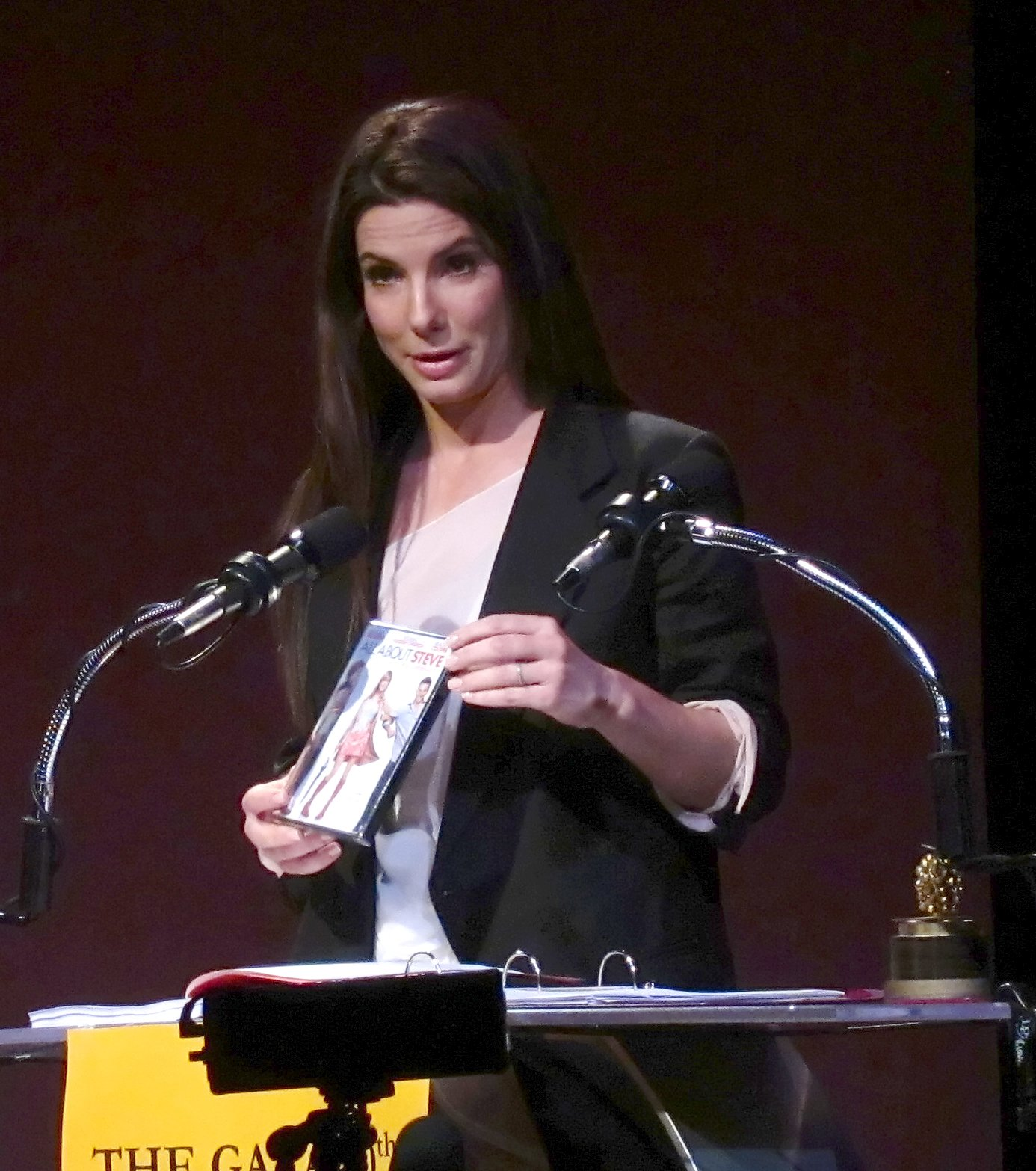
ラズベリー賞授賞式でのサンドラ・ブロック。

Rotten Tomatoesでの支持率6%、Metacriticで平均スコア17点と、批評面で低迷することとなった。

### 受賞とノミネート
| 賞                           | 部門                       | 候補者                                    | 結果       |
| ---------------------------- | -------------------------- | ----------------------------------------- | ---------- |
| 第30回ゴールデンラズベリー賞 | 最低作品賞                 | 最低作品賞                                | ノミネート |
| 第30回ゴールデンラズベリー賞 | 最低主演女優賞             | サンドラ・ブロック                        | 受賞       |
| 第30回ゴールデンラズベリー賞 | 最低監督優賞               | フィル・トレイル                          | ノミネート |
| 第30回ゴールデンラズベリー賞 | 最低脚本賞                 | キム・バーカー                            | ノミネート |
| 第30回ゴールデンラズベリー賞 | 最低スクリーン・カップル賞 | サンドラ・ブロック ブラッドリー・クーパー | 受賞       |